# Tichilești (okręg Braiła)
Tichilești – wieś w Rumunii, w okręgu Braiła, w gminie Tichilești. W 2011 roku liczyła 3573 mieszkańców.